# Leopold Maria Zeithammer
Leopold Maria Ignác Zeithammer (19. prosince 1834 Písek – 17. března 1905 České Budějovice), byl český hospodářský správce, pedagog, publicista a spisovatel.

## Život
Leopold Maria Zeithammer se narodil 19. prosince 1834 v Písku. Jeho otec Řehoř Zeithammer byl profesorem na píseckém gymnáziu. Rodina přesídlila do Prahy a mladý Leopold tam absolvoval gymnázium, poté studoval na německé hospodářské škole v Libverdě a následně složil zkoušky u pražské českoněmecké Vlastenecko-hospodářské společnosti (K. und k. Ökonomisch-patriotische Gesellschaft für Böhmen). Poté vstoupil do schwarzenberských služeb, dál se vzdělával a cestoval po Bavorsku, Švýcarsku a Belgii. Absolvoval hospodářkou akademii v uherských Starých Hradech (Mosonmagyaróvár). Působil při schwarzenberském hospodářském úřadě v Cítolibech u Loun, byl správcem panství v Libějovicích u Vodňan a vyučoval na knížecí rolnické škole v Rábíně. Za působení na rolnické škole vynalezl vyorávač na cukrovku, za nějž byl v roce 1873 oceněn pochvalným uznáním na světové výstavě ve Vídni.
Jeho manželkou byla Josefina Zeithammerová, rozená Klimečková. Od 1. ledna 1871 byl přeložen do Českého Krumlova na schwarzenberské ústřední ředitelství, roku 1872 se mu tam narodil syn Viktorin. Následně působil v Třeboni na hospodářském ředitelství. Od 1. července 1880 byl jmenován hospodářským správcem ve Vimperku, kde setrval až do odchodu na odpočinek. Psal česky i německy a účastnil se práce v odboru Národní jednoty pošumavské. Svojí stěžejní práci České Budějovice a okolí věnoval tehdejšímu poslanci říšské rady JUDr. Bedřichu Schwarzenbergovi. 
Leopold Maria Zeithammer žil od roku 1897 v Českých Budějovicích a 17. března 1905 tam i zemřel.